# Shane Black
Shane Black (sinh 16 tháng 12 năm 1961) là nhà sản xuất phim và diễn viên người Mỹ. Black từng tham gia sản xuất và viết kịch bản cho phim Lethal Weapon và Lethal Weapon 2.